# Герард Цьолек
Герард Антоні Цьолек (нар. 24 вересня 1909, Вижниця, Буковина (нині Чернівецька обл.) — 15 лютого 1966, Татри (гори)) — польський архітектор, історик садового мистецтва, садівник, викладач університету, професор (1965).

## Життєпис
Герард Цьолек народився на Буковині у Вижниці, яка на той час належала Австро-Угорщині, як син податкового службовця. Після Першої світової війни місто опинилося в Румунії, а сім'я Герарда емігрувала до Польщі, до Любліна, звідки у 1929 році, закінчивши ліцей імені Сташиця, поїхав вчитися у Варшаву. Спочатку Цьолек планував навчатися в Академії образотворчих мистецтв у Варшаві, але з часом обрав архітектурний факультет Варшавського політехнічного університету.
У 1934 році Цьолек став асистентом професора Оскара Сосновського, під впливом якого зацікавився народною архітектурою та культурною спадщиною. Закінчив архітектурні студії в травні 1936 року. Продовжуючи роботу на кафедрі польської архітектури та історії мистецтв на архітектурному факультеті Варшавської політехніки під керівництвом Сосновського, у 1937 році він займався історією парків та садів, а також містобудуванням та плануванням. У червні 1939 року одружився з Регіною Найдер, яка походила з поміщицької шляхетської родини із західної частини Радянського Союзу.
Під час оборонної війни (1939) Цьолек служив другим лейтенантом зенітної оборони у Вільнюсі, звідки після поразки повернувся до Варшави. У 1940—1944 роках солдат Армії Крайової під псевдонімом Бяла — родова кличка родини Цьолек. Під час війни він брав участь у підпільному викладанні у Варшавському політехнічному університеті як викладач містобудування та планування саду, а в 1944 році здобув ступінь доктора наук. Цьолек брав участь у Варшавському повстанні — він командував обороною Бібліотеки Красінських, був завідувачем Картографічного відділу III (оперативний), округу Варшавської Армії Крайової та керівником команди архітекторів та сантехніків, які розробляли (у чотири дні, 6-9 серпня) проект, плани та правила використання каналізаційних каналів для командного зв'язку. Після падіння повстання він потрапив у німецький полон. Цьолек перебував у Берген-Бельзені, Гросс- Борні, Зандбостелі та Любеку (Oflag X C), звідки був звільнений британськими військами. Після звільнення приєднався до 1-ї незалежної парашутної бригади і в грудні 1945 року повернувся до Польщі, де в Ольштині зустрівся зі своєю дружиною та сином Кшиштофом Оскаром.
У січні 1946 року Цьолек із сім'єю прибув до зруйнованої Варшави. У 1946—1966 роках читав лекції в Інституті архітектури Варшавського політехнічного університету. З 1954 року — професор Краківського політехнічного університету, завідувач кафедри просторового планування. З 1965 р. — професор.
У 1950-х роках Цьолек брав участь у проектуванні Татранського притулку PTTK у Долині п'яти польських ставків. Професор взяв участь у реконструкції понад 100 макетів парків у Польщі: Аркадя (Ловицький повіт), Сад у Віланові, Баранув-Сандомирську, парк Браницьких у Білостоку, Красичині, Неборуві (Лодзинське воєводство) та інші. Цьолек зібрав архів, в якому зафіксовано кілька тисяч парків та садів у Європі.
Помер Герард Цьолек на лижах у Татрах у віці 56 років. Похований на кладовищі Повонзківському (93 кв., ряд 4, могила 9).

## Найважливіші публікації
- Герард Цьолек. 1954 рік. Польські сади. Т. 1, Трансформації змісту та форми. Варшава: Будівництво та архітектура.
- Герард Цьолек. 1955 рік. Опис історії садової композиції в Польщі. Дизайн матеріали. №. 4. Лодзь-Варшава: Державні наукові видавництва.
- Герард Цьолек. 1964 рік. Схема захисту та формування ландшафту. Варшава: Аркадя.
- Герард Цьолек. 1984 рік. Регіоналізм у сільському будівництві в Польщі. Краків: Краківський політехнічний університет імені Тадеуша Костюшко. 2 томи. 456 с. (Посмертне видання докторської дисертації завершено у Варшаві в березні 1944 р.).